# Chacun son cinéma
Chacun son cinéma ou Ce petit coup au cœur quand la lumière s'éteint et que le film commence este un film antologie  francez, realizat pentru cea de-a 60-a aniversare a Festivalului de Film de la Cannes. Filmul este o colecție de 34 de filme scurte, fiecare de 3 minute lungime, de 36 de regizori aclamați. Reprezentând cinci continente și 25 de țări, regizorii au fost invitați să-și exprime "starea lor de spirit a momentului pe care le-o inspiră filmul cinematografic".
Subtitlul filmului este "o declarație de dragoste pentru marele ecran".

## Lansare

### Premieră
A avut premiera la Festivalul de Film de la Cannes din 20 mai 2007 și a fost difuzat în aceeași noapte în Franța, pe Canal +. Contribuția lui David Lynch, Absurda, nu a gata la timp și a fost prezentată înainte de My Blueberry Nights în noaptea de deschidere a festivalului. 

### Lansare DVD
Două versiuni DVD ale filmului sunt disponibile, ambele pentru Regiunea 2 : una lansată de StudioCanal la 25 mai 2007,  cealaltă, lansată de Pyramide Distribution la 31 octombrie 2007.  Cinematografia mondială - World Cinema de Joel și Ethan Coen nu este inclusă pe DVD-ul produs de StudioCanal  și nu este listată pe DVD-ul Pyramide. Absurda de David Lynch nu este, de asemenea, prezent pe DVD-ul StudioCanal. 

## Filme scurte
- Raymond Depardon – Cinéma d'été (Open-Air Cinema)
- Takeshi Kitano – One Fine Day
- Theo Angelopoulos – Trois minutes (Three Minutes)
- Andrei Konchalovsky – Dans le noir (In the Dark)
- Nanni Moretti – Diario di uno spettatore (Diary of a Moviegoer)
- Hou Hsiao-hsien – The Electric Princess Picture House
- Jean-Pierre and Luc Dardenne – Dans l'obscurité (Darkness)
- Joel and Ethan Coen – World Cinema
- Alejandro González Iñárritu – Anna
- Zhang Yimou – En regardant le film (Movie Night)
- Amos Gitai – Le Dibbouk de Haifa (The Dybbuk of Haifa)
- Jane Campion – The Lady Bug
- Atom Egoyan – Artaud Double Bill
- Aki Kaurismäki – La Fonderie (The Foundry)
- Olivier Assayas – Recrudescence (Upsurge)
- Youssef Chahine – 47 ans après (47 Years Later)
- Tsai Ming-liang – It's a Dream
- Lars von Trier – Occupations
- Raoul Ruiz – Le Don (The Gift)
- Claude Lelouch – Cinéma de boulevard (The Cinema Around the Corner)
- Gus Van Sant – First Kiss
- Roman Polanski – Cinéma érotique
- Michael Cimino – No Translation Needed
- David Cronenberg – At the Suicide of the Last Jew in the World in the Last Cinema in the World
- Wong Kar-wai – I Travelled 9000 km To Give It To You
- Abbas Kiarostami – Where Is My Romeo?
- Bille August – The Last Dating Show
- Elia Suleiman – Irtebak (Awkward)
- Manoel de Oliveira – Rencontre unique (Sole Meeting)
- Walter Salles – À 8 944 km de Cannes (5,557 Miles From Cannes)
- Wim Wenders – War in Peace
- Chen Kaige – Zhanxiou Village
- Ken Loach – Happy Ending
- David Lynch – Absurda